# Aiseau-Presles
Aiseau-Presles (en való Åjhô-Préle) és un municipi belga de la província d'Hainaut a la regió valona. Està compost per les viles d'Aiseau, Presles, Pont-de-Loup i Roselies. Limita amb els municipis de Châtelet, Farciennes, Fosses-la-Ville, Gerpinnes i Sambreville.

## Agermanaments
- Pomeiròus